# Placca delle Galápagos

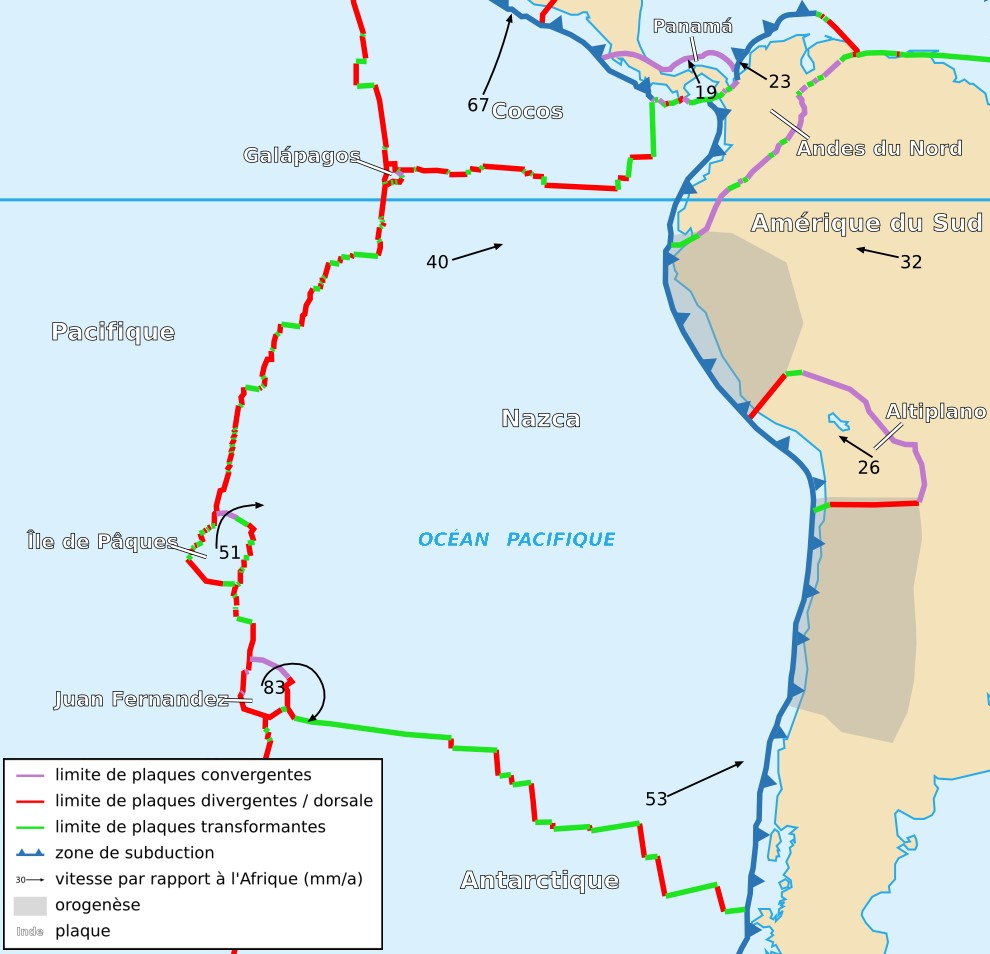
In alto a sinistra della placca di Nazca è possibile vedere la microplacca delle Galápagos

La placca delle Galápagos è una piccolissima placca tettonica della litosfera del pianeta Terra al largo delle coste del Sud America. Per le sue dimensioni molto spesso è definita come "microplacca". Si trova nel punto di congiunzione tra la placca di Nazca, la placca pacifica e la placca di Cocos. Si differenzia dalle altre placche limitrofe per il fatto che sta ruotando in senso orario.
La placca prende il nome dalle isole Galápagos che sorgono non lontano da essa, ma sulla placca di Nazca.